# Klimczakowie
Klimczakowie – ród zbojników, wywodzących się z Żywiecczyzny. Dowodzili oni bandami, grasującymi w XVII wieku na terenie dzisiejszych Beskidów: Żywieckiego, Śląskiego i Małego. Z imienia najczęściej wymienia się trzech (czasami określanych jako braci):

## Wojciech Klimczak
Wojciech Klimczak – hetman zbójnicki, ujęty podczas napadu na dwór w Rajsku wraz z dziewięcioma kompanami w 1695 r. lub 1696 r., stracony w Oświęcimiu przez powieszenie za żebro.
Wojciech był ożeniony z siostrą Filipa Gąsiorka ze Straconki. Podczas najścia na dwór w Rajsku tamtejszy dziedzic przyjął zbójników z pozorną gościnnością, spoił ich okowitą do nieprzytomności, a następnie zawiadomił okoliczną szlachtę i znajdujące się w pobliżu oddziały zbrojne. Po ujęciu hetman zbójnicki został wydany na męki, czyli poddany torturom, a następnie stracony. Jego dziewięciu towarzyszy poćwiartowano.

## Mateusz Klimczak
Mateusz Klimczak – hetman zbójnicki, urodzony  w Lipowej, ujęty w 1697 w Mikuszowicach po napadzie na Łodygowice i stracony na krakowskich Krzemionkach.
Mateusz po raz pierwszy został schwytany w nieznanych okolicznościach. Prawdopodobnie z początkiem roku 1697 udało mu się zbiec z więzienia w Pilicy. Tajemnicze okoliczności tej ucieczki stały się tematem wielu opowieści, których echa znajdujemy w podaniach o wielu innych sławnych zbójach, m.in. o Janosiku. Po udanej ucieczce Mateusz zorganizował ponownie swoją gromadę i kontynuował zbójowanie. Za jego głowę wyznaczono pokaźną nagrodę, która zapewne spowodowała, że ktoś zdradził jego miejsce schadzek w chałupie Wojciecha Kubicy w Łodygowicach. Kryjówka została otoczona przez oddział harników polskich, ale zbójcy zastrzelili ich dowódcę szlachcica Michałkowskiego i uciekli na Śląsk. W Mikuszowicach doszło do zbrojnego starcia ze strażnikami hr. Sunnegka, właściciela Bielska, w wyniku którego dwóch zbójników zginęło, a Mateusz wraz z dwoma innymi kamratami dostał się do niewoli. Hetman zbójnicki został wkrótce wydany władzom polskim i przewieziony do Krakowa.

## Jan Klimczak
Jan Klimczak – hetman zbójnicki, któremu król Jan Kazimierz odpuścił zbójeckie przewiny za pomoc, udzieloną oddziałowi królewskiemu podczas potopu szwedzkiego.
Oddziały (towarzystwa) dowodzone przez Klimczaków oprócz niechlubnych, miały także chlubne karty w swej historii. Miało to miejsce w latach wspomnianego już potopu szwedzkiego, kiedy to m.in. dzięki ich działaniu ocalony został w 1656 r. Żywiec. W latach 1685–1686 trzy oddziały posiadały glejty, pozwalające na swobodne poruszanie się w terenie, a król Jan Kazimierz oddzielnym pismem polecał opiekę nad najbardziej zasłużonymi,
Postacie i czyny zbójników z rodu Klimczaków posłużyły jako pierwowzór do powstania legendy o zbójniku Klimczoku.